# Acanthoponera
Acanthoponera – rodzaj  mrówek z podrodziny Ponerinae.
Mrówki te zamieszkują wyłącznie krainę neotropikalną.

## Gatunki
Opisano dotychczas cztery gatunki:
- Acanthoponera goeldii Forel, 1912
- Acanthoponera minor Forel, 1899
- Acanthoponera mucronata Roger, 1860
- Acanthoponera peruviana Brown, 1958

Ponadto znana jest samica nieznanego gatunku, który nie został dotychczas nazwany.